# Mormântul pictorului Constantin D. Stahi
Mormântul pictorului Constantin D. Stahi este un monument istoric aflat pe teritoriul municipiului Iași.